# 專門史
專門史，与通史相对，是指某一特定問題、現象、學科在歷史上的發展，例如經濟史、文化史、軍事史等，是對專門的歷史演變發展過程進行研究。亦有稱專業史，以行業分類，例如農業史、手工業史、商業史、經濟史、土地制度史、农民戰爭史等。

## 分类
以中國史為例，史籍根據記述內容不同分別可以當作社會史（包括民俗史、婚姻家庭史、人類學等）、音樂史、法律（制度）史、天文學史（包括曆法）、哲學史（醫療、宗教史）、經濟史（包括賦稅、財政史、稅史等）、刑法史、行政史、地質地理史、北方民族史、中国区域史暨辽金契丹女真史等。
通史专业（如中国史）也可以下设专门史为研究方向。

## 延伸阅读
- 武汉大学出版社·中国专门史文库[7]